# Williams Favorit
Williams Favorit är en äppelsort som anses ha bra motståndskraft mot sjukdomar, och äpplets ursprung är USA. Skalet på detta relativt stora äpple är mestadels av en närmast rödaktig färg. Köttet som är gulvitt, ibland toner av rött, är mört och har en söt, saftig och syrlig smak. Aromen från köttet anses av vissa vara bananliknande. Äpplet passar lika bra som ätäpple som i köket, till exempel till fruktsallad. Blomningen på detta äpple är relativt sen, och äpplen som pollineras av Williams Favorit är bland annat Cox Orange, Cox Pomona och James Grieve. I Sverige odlas Williams Favorit gynnsammast i zon I-II.